# Aztec Camera

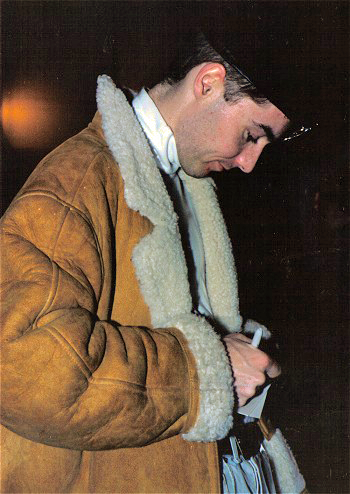
Roddy Frame (1987)

Aztec Camera war eine britische Indie-Pop-Band um den Singer-Songwriter Roddy Frame (* 29. Januar 1964 in East Kilbride, Schottland), die von 1980 bis 1995 bestand.

## Bandgeschichte
Aztec Camera formierte sich um 1980 in Glasgow. Neben dem Sänger und Gitarristen Roddy Frame zählten zur Ursprungsbesetzung der Bassist Campbell Owens und der Schlagzeuger Dave Mulholland; in der häufig wechselnden Bandbesetzung spielten in den folgenden Jahren unter anderem die Schlagzeuger Colin Auld, Patrick Hunt, Stephen Daly (Ex-Drummer von Orange Juice) und David Ruffy (vormals The Ruts) sowie die Gitarristen Craig Gannon (vormals The Bluebells) und Malcolm Ross (vormals Josef K). Roddy Frame schrieb bereits als 15-Jähriger eigene Songs und spielte, kaum 16-jährig, in der Punk-Band The Forensics.
Glasgow entwickelte sich nach 1980 dank Bands wie Orange Juice und Josef K zu einem Zentrum des Post-Punk und Indie-Rock. Wie diese beiden Bands veröffentlichten auch Aztec Camera ihre erste 7″-Single Just Like Gold / We Could Send Letters auf dem kurzlebigen, aber enorm einflussreichen Label Postcard Records und wurden rasch zu prominenten Vertretern des Sound of Young Scotland (so das Motto des Labels). Der erst siebzehnjährige Frame wurde von der englischen Musikpresse bald als Wunderkind bejubelt und seine Songs häufig mit denen Elvis Costellos verglichen. Eine Akustik-Version von We Could Send Letters erschien auf der C81-Kassette des New Musical Express, der ersten einer Reihe von Samplern des NME, die die Richtung für den Indie-Rock der 1980er-Jahre wiesen.
Im August 1981 erschien Aztec Cameras zweite Single Mattress of Wire als letzte Single von Postcard Records überhaupt, dann wechselte die Band zum Label Rough Trade. 1983 erschien dort das erste Studioalbum High Land, Hard Rain. Frame verwendete das herkömmliche Rock-Instrumentarium, gelegentlich eine Hammond-Orgel, und griff auf frühere britische Rockmusik zurück. Anklänge an die Beatles von Rubber Soul wechselten mit stilisierten Folk-Mustern. Die Platte verschaffte Frame hohes Ansehen vor allem unter den Musikern. Der Nachfolger Knife, produziert von Mark Knopfler, erschien wie alle weiteren vier Studioalben bei WEA Records und fand bei Plattenkäufern, mehr noch aber bei der englischen Musikpresse, großen Anklang. Das Album hatte sogar in den USA einigen Erfolg, nicht zuletzt, weil Van Halens Jump in einer akustischen Version veröffentlicht wurde. Der damalige Chef von WEA Records war von Roddy Frame so begeistert, dass dieser vorab einen Plattenvertrag über 10 Alben erhielt. 
Nach eher mäßigen Plattenverkäufen zahlte sich die Geduld von Frame jedoch aus. Einige Singleauskopplungen schafften es auch in die UK Top 40. Aztecs Cameras einziger Top-Ten-Hit war der gefällige Popsong Somewhere In My Heart, der es im April 1988 in viele europäische Hitparaden schaffte. In den USA blieben Aztec Camera hingegen weitgehend unbekannt. 
Seit der Veröffentlichung des letzten Albums Frestonia 1995, das schottischen Soul mit schönen Melodien vereint, steht Frame als Solokünstler auf der Bühne.

## Diskografie

### Alben
| Jahr | Titel                  | Höchstplatzierung, Gesamtwochen, AuszeichnungChartplatzierungen (Jahr, Titel, Platzierungen, Wochen, Auszeichnungen, Anmerkungen) | Höchstplatzierung, Gesamtwochen, AuszeichnungChartplatzierungen (Jahr, Titel, Platzierungen, Wochen, Auszeichnungen, Anmerkungen) | Anmerkungen                     |
| Jahr | Titel                  | UK | US | Anmerkungen                     |
| ---- | ---------------------- | --- | --- | ------------------------------- |
| 1983 | High Land, Hard Rain   | UK22 (18 Wo.)UK | US129 (10 Wo.)US |                                 |
| 1984 | Knife                  | UK14 Silber · (6 Wo.)UK | US175 (6 Wo.)US | produziert von Mark Knopfler    |
| 1985 | Backwards and Forwards | — | US181 (3 Wo.)US |                                 |
| 1987 | Love                   | UK10 Platin · (43 Wo.)UK | US193 (3 Wo.)US |                                 |
| 1990 | Stray                  | UK22 Silber · (7 Wo.)UK | — |                                 |
| 1990 | Good Morning Britain   | UK19 (8 Wo.)UK | — | mit Mick Jones                  |
| 1993 | Dreamland              | UK21 (2 Wo.)UK | — | produziert von Ryūichi Sakamoto |
| 1995 | Frestonia              | UK100 (1 Wo.)UK | — |                                 |
| 1999 | The Best Of            | UK36 Silber · (4 Wo.)UK | — |                                 |

### Singles
| Jahr | Titel Album                             | Höchstplatzierung, Gesamtwochen, AuszeichnungChartplatzierungen (Jahr, Titel, Album, Platzierungen, Wochen, Auszeichnungen, Anmerkungen) | Höchstplatzierung, Gesamtwochen, AuszeichnungChartplatzierungen (Jahr, Titel, Album, Platzierungen, Wochen, Auszeichnungen, Anmerkungen) | Anmerkungen                     |
| Jahr | Titel Album                             | UK | DE | Anmerkungen                     |
| ---- | --------------------------------------- | --- | --- | ------------------------------- |
| 1983 | Oblivious High Land, Hard Rain          | UK18 (19 Wo.)UK | — |                                 |
| 1983 | Walk Out to Winter High Land, Hard Rain | UK64 (6 Wo.)UK | — |                                 |
| 1984 | All I Need Is Everything Knife          | UK34 (6 Wo.)UK | — |                                 |
| 1984 | Still on Fire Knife                     | UK83 (3 Wo.)UK | — |                                 |
| 1987 | Deep & Wide & Tall Love                 | UK55 (7 Wo.)UK | — |                                 |
| 1988 | How Men Are Love                        | UK25 (11 Wo.)UK | — |                                 |
| 1988 | Somewhere in My Heart Love              | UK3 Silber · (14 Wo.)UK | DE45 (7 Wo.)DE |                                 |
| 1988 | Working in a Goldmine Love              | UK31 (5 Wo.)UK | — |                                 |
| 1990 | The Crying Scene Stray                  | UK70 (4 Wo.)UK | — |                                 |
| 1990 | Good Morning Britain Stray              | UK19 (8 Wo.)UK | — | mit Mick Jones                  |
| 1990 | Miss Otis Regrets/Do I Love You –       | UK85 (1 Wo.)UK | — | mit Kirsty MacColl & The Pogues |
| 1992 | Spanish Horses Dreamland                | UK52 (3 Wo.)UK | — |                                 |
| 1993 | Dream Sweet Dreams Dreamland            | UK67 (2 Wo.)UK | — |                                 |

Weitere Singles
- 1981: Just Like Gold
- 1981: Mattress of Wire
- 1982: Pillar to Post
- 1993: Birds
- 1995: Sun